# 中華民國—盧安達關係
中華民國與盧安達共和國於1962—1972年有官方外交關係，斷交後，目前沒有在對方首都互設具大使館功能的代表機構。對盧安達的相關事務由駐南非共和國臺北聯絡代表處、駐法國台北代表處、駐歐盟兼駐比利時代表處共同管轄。

## 政治

### 外交

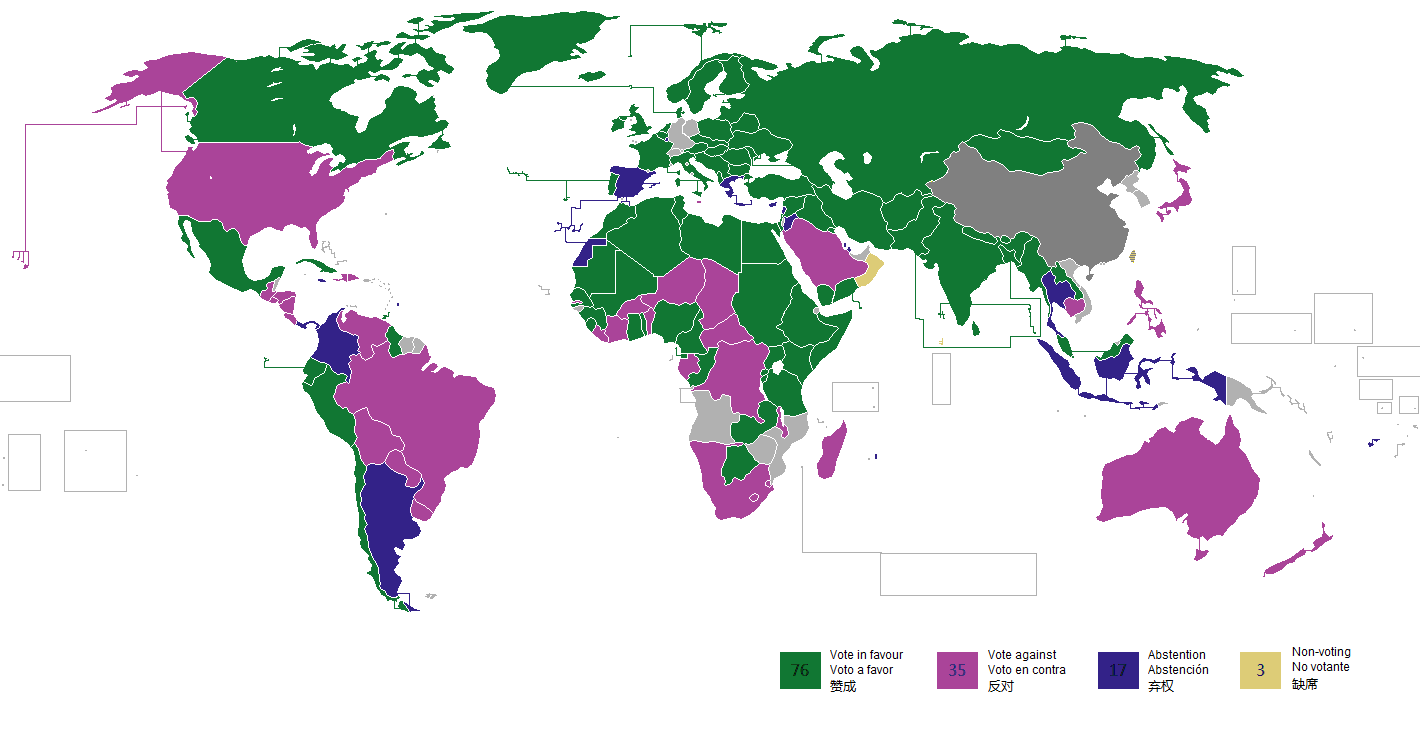
綠色國家表示在1971年的投票中反對中華民國續留聯合國，即《聯合國大會2758號決議》，其中包括盧安達。

1962年7月1日，建立大使級外交關係。於首都吉佳利設立中華民國駐盧安達共和國大使館，但只派駐一等秘書暫代館務。盧安達則未設立大使館、派駐大使。
1965年9月15日，中華民國派駐大使。
1971年11月12日，盧安達與中华人民共和国建交，但中華民國沒有宣布斷交。1972年5月13日，在盧安達的壓力下，中華民國與盧安達斷交。
1994年7月，中華民國政府捐款200萬美元援助盧安達難民，並於8月送交聯合國兒童基金會美國委員會（The United States Committee for the United Nations Children’s fund），再由該會上交給聯合國兒童基金會（UNICFF）全權處理。

#### 中華民國駐盧安達共和國大使（1962－1972年）
| 姓名   | 任命          | 到任          | 遞交国书       | 免職          | 離任          | 外交衔级 | 外交職務     |
| ------ | ------------- | ------------- | -------------- | ------------- | ------------- | -------- | ------------ |
| 丁懋時 | 1962年8月1日  | 1962年8月28日 |                |               | 1965年9月15日 | 一等秘書 | 臨時代办     |
| 丁懋時 | 1965年9月16日 | 1965年9月16日 | 1965年12月14日 | 1967年8月4日  | 1967年8月15日 | 大使     | 特命全權大使 |
| 沈祖潯 | 1967年8月4日  | 1967年9月8日  | 1967年9月22日  | 1969年1月14日 |               | 大使     | 特命全權大使 |
| 管传埰 | 1969年1月14日 | 1969年2月21日 | 1969年3月7日   | 1972年9月20日 | 1972年5月13日 | 大使     | 特命全權大使 |

## 經濟

### 貿易
| 年分 | 貿易總額  | 貿易總額 | 貿易總額 | 出口至盧安達 | 出口至盧安達 | 出口至盧安達 | 自盧安達進口 | 自盧安達進口 | 自盧安達進口 | 順逆差  |
| 年分 | 金額      | 年增減   | 排名     | 金額         | 年增減       | 排名         | 金額         | 年增減       | 排名         | 順逆差  |
| ---- | --------- | -------- | -------- | ------------ | ------------ | ------------ | ------------ | ------------ | ------------ | ------- |
| 2017 | 565,615   | ▼32.2%   | 196      | 258,088      | ▼49.1%       | 198          | 307,527      | ▼6.0%        | 173          | 逆差 -- |
| 2018 | 620,071   | ▲9.6%    | 200      | 425,051      | ▲64.7%       | 195          | 195,020      | ▼36.6%       | 184          | 順差 -- |
| 2019 | 1,249,241 | ▲101.5%  | 186      | 498,709      | ▲17.3%       | 186          | 750,532      | ▲284.8%      | 161          | 逆差 -- |
| 2020 | 459,803   | ▼63.2%   | 200      | 271,524      | ▼45.6%       | 196          | 188,279      | ▼74.9%       | 173          | 順差 -- |
| 2021 | 735,726   | ▲60.0%   | 197      | 361,807      | ▲33.3%       | 192          | 373,919      | ▲98.6%       | 171          | 逆差 -- |
| 2022 | 798,724   | ▲8.6%    | 194      | 286,425      | ▼20.8%       | 197          | 512,299      | ▲37.0%       | 165          | 逆差▲   |
| 2023 | 1,351,133 | ▲69.2%   | 187      | 327,561      | ▲14.4%       | 193          | 1,023,572    | ▲99.8%       | 157          | 逆差▲   |
| 2024 | 663,122   | ▼50.9%   | 198      | 408,901      | ▲24.8%       | 191          | 254,221      | ▼75.2%       | 174          | 順差 -- |

2022年的兩國貿易項目如下：
出口至盧安達的主要項目為：網絡設備、機械設備、电机設備、塑料製品、光学器材或醫療器材及其零件、鞣制皮革染色劑、鋼鐵製品等。
自盧安達進口的主要項目為：咖啡、皮革及其製品、茶、寶石、貴金屬、電機設備、紙漿及其製品等。

### 組織
截至2022年，在盧安達無臺商或臺僑組織。

## 協定
| 日期           | 簽署                                           | 備註         |
| -------------- | ---------------------------------------------- | ------------ |
| 1963年10月16日 | 《中華民國與盧安達共和國農業發展技術合作協定》 | 以下簡稱中盧 |
| 1965年5月26日  | 《中盧手工業技術合作協定》                     |              |
| 1966年5月28日  | 《中盧技術合作協定》                           |              |

## 簽證

持中華民國護照的中華民國國民簽證要求分布圖：入境盧安達可以電子簽證／落地簽證。

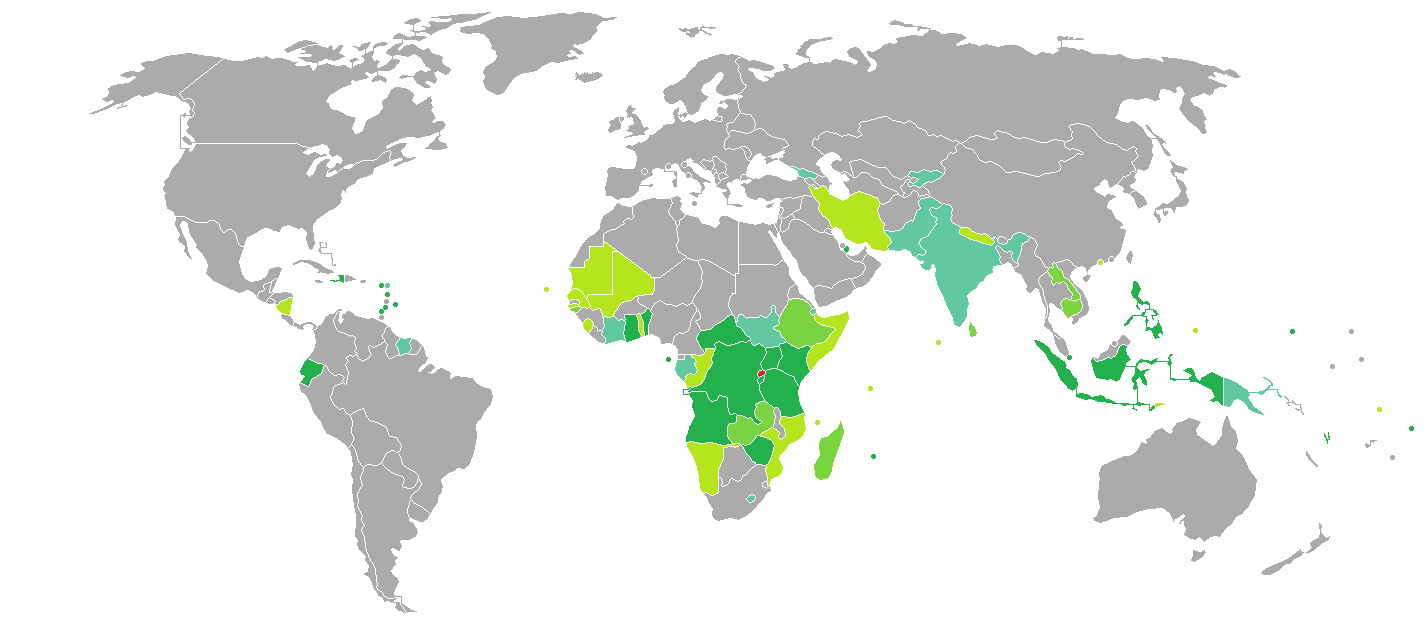
持盧安達護照的盧安達人口簽證要求分布圖：入境中華民國需要簽證。

兩國國民皆須申請簽證方可入境對方國家。持中華民國護照的中華民國國民可至盧安達移民局網頁申辦電子簽證，或於抵達首都的吉加利國際機場時申辦落地簽證。持肯亞或烏干達簽發效期90天多次入境的「东非旅遊簽證」，並由簽發國入境，亦可入境盧安達。
持盧安達護照的盧安達國民抵台參加由中央政府機關主辦、協辦或贊助之國際會議、運動賽事、商展或其他活動，可以電子簽證入境中華民國，停留最多30天並不得延期。

## 交通

### 航空

#### 客運
兩國無直航班機，可經由（不計航點遠近，截至2023年6月29日）：
- 臺北→杜拜、伊斯坦堡、倫敦、巴黎、阿姆斯特丹，再轉機前往盧安達的基加利国际机场。

## 外部連結
- 中華民國外交部－盧安達共和國簡介 （页面存档备份，存于）
- 駐南非共和國台北聯絡代表處
- 駐法國台北代表處
- 駐歐盟兼駐比利時代表處
- 外交部領事事務局－國外旅遊警示分級表
- 中華民國衛生福利部－國際旅遊疫情建議等級
- 中華民國國際經濟合作協會 （页面存档备份，存于）